# 흥해 김씨
흥해 김씨(興海金氏)는 경상북도 포항시 흥해읍을 본관으로 하는 한국의 성씨이다.
시조 김을로(金乙輅)는 신라 경순왕의 후손으로, 조선에서 대사마(大司馬)를 지냈다고 한다.

## 참고 자료
- “흥해김씨(興海金氏)”. 뿌리를 찾아서.[깨진 링크(과거 내용 찾기)]